# قانون الجنسية البحرينية
قانون الجنسية البحريني هو القانون الذي يحدد بموجبه شروط منح الجنسية في مملكة البحرين، صدر القانون عام 1963، وبعد نحو 25 عامًا (في عام 1989) أصدر الشيخ عيسى بن سلمان آل خليفة أمير البحرين مرسوما بتعديل قانون الجنسية البحرينية لعام 1963.

## حالات منح الجنسية

### بالولادة
الأطفال المولودين من أب أجنبي هو نفسه مولود في البحرين ولديه تصريح إقامة دائمة أو ولدوا لأبوين مجهولين فإنهم مواطنين بحرينيين بالولادة.

### من خلال النسب
الأطفال الذين يولدون من أب بحريني أو أب مجهول أو عديم الجنسية والأم بحرينية بغض النظر عن مكان ولادتها فإنهم مواطنين بحرينيين من خلال النسب.

### بالزواج
المرأة الأجنبية التي تتزوج رجل بحريني لديها الحق في الحصول على الجنسية البحرينية. إذا كانت المرأة البحرينية متزوجة من رجل أجنبي فإنها سوف تفقد جنسيتها إلا إذا أرادت أن تحافظ عليها. إذا طلقت وعادت إلى البلاد فإن لديها الحق في المواطنة.

### بالتجنس
الأجنبي يستطيع اكتساب الجنسية من خلال الطرق التالية:
- إذا عاش قانونيا في البحرين لمدة 25 عاما (15 سنة للمواطن العربي).
- لديه معرفة باللغة العربية.
- لديه عقارات باسمه.
- ليس مجرما. يحظى بسمعة طيبة.

تعتبر الزوجة والأولاد القصر للرجل المتجنس في الآونة الأخيرة مواطنين متجنسين أيضا.

## فقدان الجنسية
المواطن البحريني المتجنس قد يفقد المواطنة في الطرق التالية:
- اكتسب الجنسية البحرينية تحت ادعاءات كاذبة.
- ارتكاب أي جريمة شرف خلال 5 سنوات من الحصول على الجنسية.

## اسقاط الجنسية
يمكن اسقاط الجنسية عن المواطن البحريني في الحالات التالية:
- الدخول في الخدمة العسكرية لدولة أخرى.
- الدخول في خدمة دولة عدوة.
- التسبب في ضرر للدولة.